# Getryggen, Småland
Getryggen är en sjö i Åtvidabergs kommun i Småland och ingår i Storåns huvudavrinningsområde. Sjön har en area på 0,155 kvadratkilometer och ligger 75,5 meter över havet. Sjön avvattnas av vattendraget Storån (Fallån).

## Delavrinningsområde
Getryggen ingår i det delavrinningsområde (645090-151845) som SMHI kallar för Inloppet i Båtsjön. Medelhöjden är 93 meter över havet och ytan är 19,57 kvadratkilometer. Räknas de 20 avrinningsområdena uppströms in blir den ackumulerade arean 175,95 kvadratkilometer. Avrinningsområdets utflöde Storån (Fallån) mynnar i havet. Avrinningsområdet består mestadels av skog (72 procent) och jordbruk (13 procent). Avrinningsområdet har 1,04 kvadratkilometer vattenytor vilket ger det en sjöprocent på 5,3 procent. Bebyggelsen i området täcker en yta av 0,23 kvadratkilometer eller 1 procent av avrinningsområdet.